# Château de Matsushiro
Le château de Matsushiro (松代城, Matsushiro-jō) est un château japonais situé dans l'ancienne ville de Matsushiro, qui fait maintenant partie de la ville de Nagano, au nord de la préfecture de Nagano, au Japon. À la fin de l'époque d'Edo, le château de Matsushiro abritait le clan Sanada, daimyos du domaine de Matsushiro Le site est un lieu historique national enregistré par le gouvernement japonais. 

## Situation

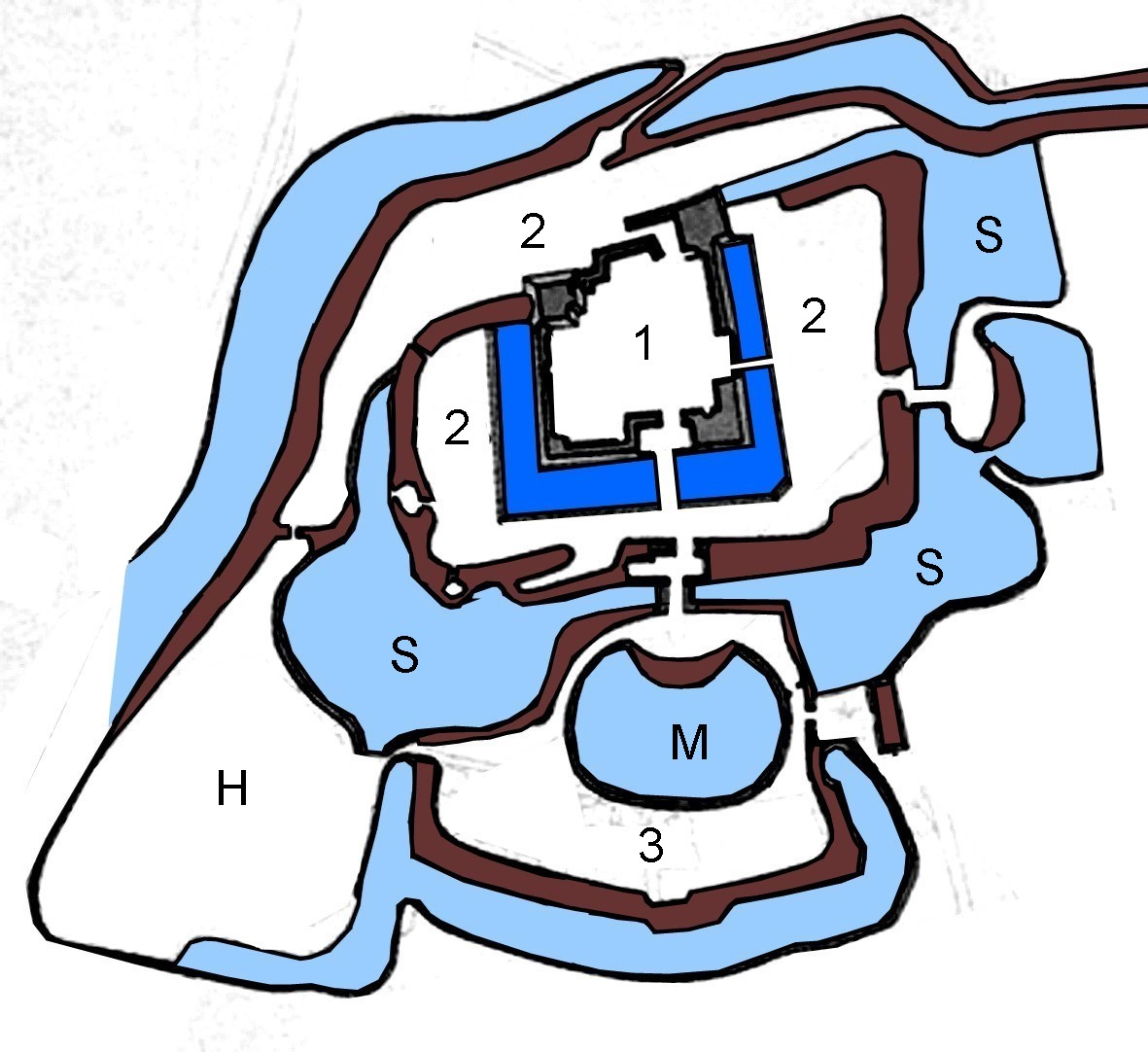
Plan du château de Matsushiro.

Le château de Matsushiro est situé dans les plaines du nord de Nagano, entre le cours principal de la rivière Chikuma et son ancien lit, qui constitue un large fossé extérieur au côté nord du château. En raison de son emplacement, le château et la ville environnante ont subi des inondations occasionnelles durant leur histoire.
La conception du château est concentrique, l'enceinte centrale (hon-maru) (1) étant protégée par des murs et contenant le donjon dans son coin nord-ouest, donjon qui a ensuite été remplacé par une yagura. L'enceinte centrale était entourée d'un fossé, qui était à son tour complètement entouré par la deuxième enceinte (ni-no-maru) (2), qui avait des remparts en terre à l'exception des zones autour de ses portes. La deuxième enceinte avait un large fossé sec (S) au sud et à l'est, réduit au sud par la troisième enceinte (san-no-maru) (3). Le palais était situé sur la zone adjacente aux principales fortifications, dans l'enceinte de hana-no-maru (H).

## Histoire
Le premier château sur ce site a été construit en 1560 par Yamamoto Kansuke, sous la direction de Takeda Shingen et s'appelait « château de Kaizu » (海津城, Kaizu-jō). Kōsaka Masanobu, titulaire du mandat de Takeda, en fut le premier commandant. Takeda Shingen utilisa le château lors du conflit avec Uesugi Kenshin afin de contrôler la partie nord de la province de Shinano. Le site est également proche du lieu des batailles de Kawanakajima, où les forces de Takeda et d'Uesugi se sont affrontées à plusieurs reprises. Après la chute du clan Takeda, Oda Nobunaga a finalement pris le contrôle du château. Cependant, lorsqu'il fut assassiné lors de l'incident du Honnō-ji en 1582, Uesugi Kagekatsu récupéra le nord du Shinano. Sous Toyotomi Hideyoshi, les Uesugi ont été transférés à Aizu. Après la mort de Hideyoshi et la bataille de Sekigahara, le shogunat Tokugawa ordonna à Sanada Nobuyuki de s'installer ici en 1622 depuis son ancien domaine d'Ueda en tant que daimyo du domaine de Matsushiro. 
Le nom du château fut changé de « château de Kaizu » en « château de Matsushiro » par Sanada Yukimichi, le troisième daimyō du clan Sanada en 1711. Le château a brûlé en 1717, mais a été restauré dès 1718, en partie grâce à la donation de 10 000 ryō pour sa reconstruction par le shogunat Tokugawa. En 1742, le château fut gravement endommagé par une inondation et sa reconstruction dura jusqu'en 1758. Le palais a été transféré dans l'enceinte de Hana-no-Maru en 1770 et a été reconstruit en 1804. Cependant, une grande partie du château fut de nouveau détruite en 1847 par un tremblement de terre. Le palais brûla de nouveau en 1853, mais fut reconstruit peu de temps après. Un palais secondaire situé à l'extérieur de l'enceinte du château fut achevé en 1864. 
Après la mise en place du gouvernement Meiji et l'abolition du système han, la plupart des structures restantes du château ont été démantelées en 1871 et ce qui restait a été incendié lors d'un incendie criminel en 1873, ne laissant que les fondations en pierre.

## Site actuel
Sur le site actuel, plusieurs des portes ont été reconstruites de manière authentique en 2003 en utilisant des méthodes de construction traditionnelles, avec un aspect basé sur des documents et des photographies des bâtiments originaux. Les remparts et les douves ont été réparés. Le château est un lieu historique national enregistré. Près du château se trouvent un certain nombre d'anciennes résidences de samouraïs de l’époque Edo, une ancienne école han et un musée consacré au clan Sanada.
Le château de Matsushiro a été classé parmi les cent châteaux japonais remarquables par la Japan Castle Foundation en 2006. 

## Accès
Le site est facilement accessible en bus Alpico depuis la gare de Nagano, sortie Zenkoji, arrêt de bus no 3. Descendre à Matsushiro-eki, une gare désaffectée du chemin de fer électrique de Nagano sur l'ancienne ligne Yashiro et marcher pendant trois minutes. 

## Sites alentour
Le quartier-général impérial souterrain de Matsushiro, grand complexe de bunkers souterrain bâti pendant la Seconde Guerre mondiale, a été construit de manière à permettre le transfert des organes centraux du gouvernement du Japon impérial. 

## Galerie
|                                 |
| Douve du château de Matsushiro. |

### Sources littéraires
- Jennifer Mitchelhill, Castles of the Samurai : Power and Beauty, Tokyo, Kodansha, 2004, 110 p. (ISBN 4-7700-2954-3, lire en ligne).
- (en) Motoo Hinago, Japanese castles, Tokyo New York New York, Kodansha International Ltd. and Shibundo Distributed in the U.S. through Harper & Row, coll. « Japanese arts library » (no 14), 1986, 200 p. (ISBN 978-0-870-11766-4 et 978-4-770-01266-1).
- (en) Morton S. Schmorleitz, Castles in Japan, Rutland, Vt, C.E. Tuttle Co, 1974, 188 p. (ISBN 978-0-804-81102-6), p. 144-145.
- Toru Takada, « Matsushiro-jo », dans Masayuki Miura (dir.), Shiro to Jinya: Tokoku-poule, Gakken, 2006  (ISBN 978-4-05-604378-5).
- (en) Stephen R. Turnbull (ill. Peter Dennis), Japanese castles, 1540-1640), Oxford, Osprey Pub, coll. « Fortress » (no 5), 2003, 64 p. (ISBN 978-1-841-76429-0).